# Pseudophilotes clara
Pseudophilotes clara är en fjärilsart som beskrevs av Otto Staudinger 1901. Pseudophilotes clara ingår i släktet Pseudophilotes och familjen juvelvingar. Inga underarter finns listade.